# Clan Ōkubo
Pour les articles homonymes, voir Ōkubo.

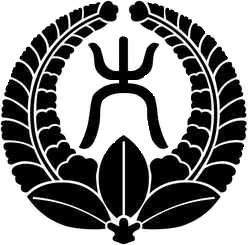
Mon du clan Ōkubo.

Le clan Ōkubo (大久保氏, Ōkubo-shi) est un clan japonais de samouraïs qui accède au premier plan aux périodes Sengoku et Edo de l'histoire du Japon. Durant le shogunat Tokugawa, les Ōkubo qui sont vassaux héréditaires du clan Tokugawa sont comptés parmi les clans fudai daimyo.

## Généalogie du clan Ōkubo
Le clan Ōkubo fait remonter ses origines dans la province de Mikawa du XVIe siècle. Les Ōkubo prétendent descendre du clan Utsunomiya, descendant de Fujiwara no Michikane (955-995). Ōkubo Tadatoshi (1499-1581) et son frère cadet Ōkubo Tadakazu (1511-1583) sont les premiers à abandonner le nom « Utaunomiya » pour « Ōkubo ». Les deux frères comptent parmi les sept plus proches obligés de Matsudaira Hirotada, le père de Tokugawa Ieyasu.

### Branche principale
- Ōkubo Tadayo (1531-1593), fils d'Ōkubo Tadakazu, participe en tant que général à toutes les campagnes militaires de Tokugawa Ieyasu. En 1590, après le transfert d'Ieyasu dans la région de Kantō, il est récompensé d'une reconnaissance formelle d'un statut de daimyō[2], et le clan est établi dans le domaine féodal d'Odawara (45 000 koku) dans la province de Sagami où les Ōkubo sont faits résidents du château d'Odawara[4]. La branche principale du clan Ōkubo consiste en sa famille et leurs descendants[3].
  - Ōkubo Tadachika (1553-1628) succède à son père à Odawara et les revenus du han sont passés à 70 000 koku. En 1614, Tadachika est accusé de participation au complot de Matsudaira Tadateru contre son frère, le shogun Tokugawa Hidetada. En conséquence, les Ōkubo sont dépossédés de leurs avoirs. Tadahicka est maintenu à résidence à Hikone dans la province d'Ōmi[3].
  - Ōkubo Tadamoto (1604-1670) est d'abord entraîné dans la disgrâce qui frappe son grand-père. Il est cependant installé en 1632 au domaine de Kanō (50 000 koku) dans la province de Mino, puis transféré en 1639 au domaine d'Akashi dans la province de Harima. En 1649, il est de nouveau transféré au domaine de Karatsu (90 000 koku) dans la province de Hizen et il est encore déplacé en 1678 au domaine de Sakura dans la province de Shimōsa. Cette branche ainée des Ōkubo est reconstituée au domaine d'Odawara (100 000 koku), où elle demeure jusqu'à la restauration de Meiji. Ōkubo Tadayoshi (II), le dernier daimyo du domaine d'Odawara, meurt durant la rébellion de Satsuma. Le chef de ce clan, Ōkubo Tadanori est anobli « vicomte » (shishaku) dans le nouveau système nobiliaire kazoku[3].

### Branches cadettes
- Une branche cadette est créée en 1601 pour Ōkubo Tadasuke (1537-1613), le deuxième fils de Ōkubo Tadakazu, qui a servi comme général dans les armées de Tokugawa Ieyasu. Ōkubo Tadasuke reçoit le château de Numazu et le domaine de Numazu (20 000 koku) dans la province de Suruga. Mais il meurt sans héritier et le domaine retourne au shogunat[3].
- Une branche cadette des Ōkubo est créée en 1684. Les descendants d'Ōkubo Tadatame (1554-1616), sixième fils d'Ōkubo Tadakazu, ont servi comme hatamoto du shogunat Tokugawa. En 1687, Ōkubo Tadataka dispose d'un revenu de base d'un montant de 10 000 koku, ce qui le qualifie pour rejoindre les rangs des daimyōs. Son fils, Ōkubo Tsuneharu (1675-1728), est affecté en 1725 au domaine de Karasuyama (30 000 koku) dans la province de Shimotsuke où ses descendants résident jusqu'à la restauration de Meiji. Ōkubo Tadayori, le chef de cette lignée du clan est fait vicomte durant l'ère Meiji[3].
- Une autre branche cadette du clan Ōkubo est créée en 1706. Cette lignée est instaurée pour les descendants d'Ōkubo Norihiro (1657-1737) qui demeurent au domaine d'Ogino-Yamanaka (13 000 koku) dans la province de Sagami de 1718 jusqu'en 1868. Le chef de cette lignée du clan est anobli vicomte durant l'ère Meiji[3].

### Branches Ōkubokazokuindirectes
- Ōkubo Toshimichi, 1830-1878 : 1er ministre des Finances du Japon et 1er ministre de l'Intérieur du gouvernement Meiji[5], genrō.[6] est le fils d'un samouraï de simple rang au service du clan Satsuma à Kagoshima. Il prétend descendre d'une branche du clan Ōkubo qui s'est installée dans la province de Satsuma en provenance de Kyoto durant l'époque Sengoku. En considération de ses services pour le nouveau gouvernement de Meiji, il est fait marquis (koshaku) en 1884, dans le cadre de la nouvelle structure nobiliaire kazoku de l'ère Meiji[3].
- En 1877, Ōkubo Ichio (1817-1888), un ancien samouraï de la province de Suruga, est anobli vicomte dans le cadre du kazoku[3]. Ōkubo Ichio a servi comme conseiller des cinq derniers shoguns Tokugawa et a servi d'émissaire de Tokugawa Yoshinobu durant la guerre de Boshin afin de négocier la reddition d'Edo aux forces impériales. Sous le gouvernement de Meiji, il est désigné gouverneur de Shizuoka (1870) et Kyoto (1875) et membre du Genrōin (1877). Il est également connu sous le nom de « Ōkubo Tadahiro ».